# Elf z Nortumbrii
Elf z Nortumbrii, Ælf (ur. w VIII wieku; zm. 791) – atheling anglosaskiego królestwa Nortumbrii z dynastii Eatingów.
Elf był synem Elfwalda I, króla Nortumbrii. Jako potomek królewski był potencjalnym kandydatem do objęcia władzy w królestwie. Ponieważ w VIII wieku trwały w Nortumbrii nieustanne krwawe walki dynastyczne, Elf i jego brat Elfwine schronili się w klasztorze przy katedrze York Minster. W 791 roku, na rozkaz króla Etelreda I, obaj bracia zostali przemocą wyciągnieci z klasztoru i zamordowani.